# Nowaja Usmań
Nowaja Usmań (ros. Новая Усмань) – wieś w Rosji, w obwodzie woroneskim, ośrodek administracyjny rejonu nowousmańskiego. W 2010 liczyła 29 270 mieszkańców.

## Urodzeni
- Marija Łukszyna – radziecka kolarka.